# Butler (Pensylvánie)
Butler je město v Pensylvánii ve Spojených státech amerických. Leží v okrese Butler County.  Nachází se 56 km severně od města Pittsburgh a je součástí Greater Pittsburgh Region. K roku 2010 čítala zdejší populace 13 757 obyvatel. V květnu roku 2012 se Butler umístil na sedmém místě mezi nejlepšími malými městy v žebříčku časopisu Smithsonian. 

## Historie
Butler byl pojmenován podle generála Richarda Butlera, který padl v bitvě u Wabash (také známé jako St. Clairova porážka nebo bitva tisíce mrtvých) v západním Ohiu v roce 1791.
V roce 1803 se John a Samuel Cunninghamovi stali prvními osadníky v obci Butler. Poté, co se oba bratři usadili, vytvořili obec tím, že navrhli pozemky pro nově příchozí osadníky. Od roku 1817 byla obec rozdělena do čtvrtí. První osadníci byli irského nebo skotského původu a jeli na západ z Connecticutu.
V roce 1802 začali přijíždět němečtí přistěhovalci. Jedním z přistěhovalců byl Detmar Basse, který se usadil v Jackson Township v roce 1802 a rok poté založil novou čtvrť Zelienople. V roce 1805 přišel George Rapp a založil čtvrť Harmony, následovalo ho velké množství osadníků. V roce 1832 John A. Roebling založil čtvrť Saxonburg a v ní se usadil, v té době byla obec plná německých osadníků.

## Železnice a automobily
Město Butler bylo hlavní výrobní a průmyslové centrum. V roce 1902 otevřela společnost Standard Steel Car jeden z největších závodů na výrobu železničních vozů v Butleru (vlaků). Zde bylo postaveno několik prvních ocelových kolejových vozidel. Diamond Jim Brady, legendární finančník, gurmán a obchodník, v roce 1902 založil společnost Standard Steel Car Company, která se v roce 1934 spojila s Pullman Palace Car Company, aby vytvořila Pullman-Standard, monopol, který byl nakonec rozbit vládou.
Východoevropské přistěhovalce na počátku 20. století lákala jistota pracovních míst, která někdy zahrnovala i bydlení zdarma. Společnost postavila baseballové hřiště, které bylo domovem farmářského klubu New York Yankees. Během 2. světové války podnik vyráběl dělostřeleckou munici.
Závod Pullman-Standard byl uzavřen v roce 1982 a v roce 2005 zbořen. Na jeho místě stojí nákupní centrum.
Butler je domovem jedním z časných Ford prodejců, založeným v roce 1918 (stále existuje).
Od sedmdesátých let se ekonomika čtvrtí drasticky změnila. Výroba klesá a dobře placená pracovní místa jsou mnohem vzácnější.

## Geografie
Městem protéká řeka Connoquenessing Creek, která se v roce 2000 umístila na druhém místě v žebříčku nejznečištěnějších vodních toků v USA.

## Ekonomika
Hlavní zaměstnavatelé:
- Walmart
- AK Steel
- Armstrong Group of Companies
- Penn United Technologies
- VA Butler Healthcare
- Butler Area School District
- Butler Health System

Sídlí zde společnost Baptiste Corp.

## Pamětihodnosti
- Budova Butler County Courthouse je vládní a soudní budova v centru města. Stavba je uvedena v národním registru historických míst . Na náměstí naproti soudní síni se nachází mnoho zajímavých válečných a jiných pomníků.
- Dům senátora Spojených států Waltera Lowrie, postavený v roce 1828. V současné době je zachován jako muzeum, a je sídlo Butler County Historical Society. Dům je v Národním registru historických míst.
- Maridon muzeum, umístěno v centru Butleru, jediné muzeum v západní Pensylvánii se specifickým zaměřením na čínské a japonské umění a kulturu.
- Kelly Automotive Park (dříve známý jako Pullman Park až do roku 2014), postavený v roce 1934. Přestaven v roce 2008, stadion je v současné době domovem Butler BlueSox.